# Stizocera jassuara
Stizocera jassuara är en skalbaggsart som först beskrevs av Martins och Dilma Solange Napp 1983.  Stizocera jassuara ingår i släktet Stizocera och familjen långhorningar. Inga underarter finns listade i Catalogue of Life.